# 布拉贾拉杰纳加尔
布拉贾拉杰纳加尔（Brajarajnagar），是印度奥里萨邦Jharsuguda县的一个城镇。总人口76941（2001年）。

## 人口
该地2001年总人口76941人，其中男性40354人，女性36587人；0—6岁人口9562人，其中男4984人，女4578人；识字率68.57%，其中男性为76.68%，女性为59.63%。